# Ernst Brenner
Pour les articles homonymes, voir Brenner.
Ernst Brenner est un homme politique suisse, né le 9 décembre 1856 à Bâle (originaire du même lieu) et mort le 11 mars 1911 à Menton, membre du Parti radical-démocratique (PRD). Il est conseiller fédéral de 1897 à 1911 et président de la Confédération en 1901 et 1908.

## Parcours politique
Il est le 34e conseiller fédéral de l'histoire[réf. nécessaire]. Il dirige le Département de justice et police (DJP) de 1897 à 1900, de 1902 à 1907 et de 1909 à 1911 et le Département politique en 1901 et 1908.